# Martinópole
Martinópole is een gemeente in de Braziliaanse deelstaat Ceará. De gemeente telt 11.118 inwoners (schatting 2009).